# ارسلان رضایی
ارسلان رضایی، مدیر صفحهٔ اینستاگرام و کانال تلگرامی «خرافات‌کده» است که به دست دو فرد ناشناس در ۲۱ آذر ۱۳۹۹ با ضربه‌های چاقو مورد سوءقصد قرار گرفت. در ابتدا خبر مرگ او در خبرگزاری‌ها اعلام شد اما توانست از این حمله، جان سالم به در ببرد.

## ترور
بر پایهٔ برخی از منابع، این رخداد در ساعات بامدادی پنج‌شنبه ۲۰ آذر ۱۳۹۹ رخ داده و ارسلان رضایی یک شبانه‌روز نیز در وضعیت کما در بیمارستان بستری بود.
او در صفحه اینستاگرام و کانال تلگرام خود در خصوص خرافاتی که در دین اسلام و به ویژه شیعه وجود داشت مطالبی را منتشر می‌کرد.
روز ترور وی هم‌زمان با روز ربوده شدن روح‌الله زم (مدیر کانال «آمدنیوز» که سرانجام اعدام شد) به دست عوامل امنیتی سپاه پاسداران انقلاب اسلامی بود.

## واکنش‌ها
کانال تلگرامی «سپاه سایبری سپاه» با بیش از ۲۵۰ هزار عضو، با انتشار این خبر نوشت مهاجمان دو نفر بودند. این کانال از عبارت «به درک واصل شد» دربارهٔ ترور رضایی، استفاده کرده و از مدیر صفحه و کانال خرافات‌کده با عنوان‌هایی همچون: «توهین کننده به مقدسات دینی»، «معاند» و «ضداسلام» یاد کرد.
«شورای همبستگی پناهندگان در ترکیه» در بیانیه‌ای، ضمن یادآوری کردن ترورهای منتقدان در گذشته، ترور ارسلان رضایی را نیز محکوم کرد.
برخی از منابع نیز ترور ارسلان رضایی را از جهت اعتقادی، هم‌ریشه با ترور شارلی ابدو (آموزگاری که به دلیل نقد اسلام به دست شاگرد اسلام‌گرایش سر بریده شد) و منتقدان کشته‌شدهٔ دیگر دانسته‌اند.